# Айлін Фріш
Айлін Крістіна Фріш (25 серпня 1992 , Лебах, Саарланд ) — південнокорейсько-словенська саночниця німецького походження, учасниця зимових Олімпійських ігор 2018 та 2022 років у складі збірної команди Південної Кореї.

## Спортивна кар'єра
У 2012 році Айлін Фріш стала чемпіонкою світу з санного спорту серед юніорів, виступаючи за збірну Німеччини. Фріш не змогла потрапити до збірної Німеччини з санного спорту на зимових Олімпійських іграх 2014.
Айлін пішла з санного спорту в 2015 році у 22-річному віці. Після припинення виступів з нею зв'язалися німецькі тренери, найняті Південною Кореєю, щоб стати натуралізованою південнокорейкою та приєднатися до національної команди Південної Кореї з санного спорту. Спочатку спортсменка відмовлялася, але потім у 2016 році погодилася після другої пропозиції, коли вже пропустила ряд змагань. У грудні 2016 року Айлін Фріш стала громадянкою Південної Кореї, щоб легально виступати у складі збірної команди Південної Кореї на зимових Олімпійських іграх 2018 року. Вона також брала участь у зимових Олімпійських іграх 2022 року.